# W.S. Merwin
William Stanley Merwin (New York City, 30 settembre 1927 – Haiku, 15 marzo 2019) è stato un poeta statunitense, autore di oltre trenta libri di poesia, traduzioni e prosa.
Nel corso degli anni 1960, Mervin, sostenitore del movimento contro la guerra, si distingueva per lo stile delle sue narrazioni caratterizzate con maestria unica dall'uso del discorso indiretto e assenza di punteggiatura. Negli anni 1980 e 1990, la scrittura di Mervin era influenzata dal suo interesse per la filosofia buddista e per l'ecologia profonda. Residente alle Hawaii, scrive molto e si dedica al risanamento delle foreste pluviali delle isole Hawaii.
Merwin ha ricevuto molti riconoscimenti, tra cui il Premio Pulitzer per la poesia (nel 1971 e nel 2009), il Tanning Prize, uno dei più alti onori conferiti dall'Academy of American Poets e la Golden Wreath della Struga Poetry Evenings. Nel giugno 2010, la Library of Congress nominò Merwin diciassettesimo Poeta laureato degli Stati Uniti, successore di Kay Ryan.

## Biografia
W. S. Merwin è nato a New York il 30 settembre 1927. È cresciuto all'angolo tra Fourth Street e New York Avenue a Union City, nel New Jersey, fino al 1936, quando la sua famiglia si trasferì a Scranton, in Pennsylvania. I suoi genitori non avevano avuto una vita felice: oltre alla povertà la madre di Merwin era cresciuta orfana, e poi perse il fratello e il suo primo figlio, mentre l'ambiente paterno era duro e violento. Da bambino, era innamorato del mondo naturale, a volte trovandosi a parlare con il grande albero nel giardino dietro la casa. Era anche affascinato per le cose che vedeva collegate con il passato, come la costruzione dietro la sua casa, che un tempo era stata una stalla e che ospitava un cavallo e una carrozza. All'età di cinque anni cominciò a scrivere inni per suo padre, ministro presbiteriano. Dopo aver frequentato la Wyoming Seminary College Preparatory School nel nord-est della Pennsylvania, Merwin vinse una borsa di studio per frequentare l'Università di Princeton, dove studiò con Richard Palmer Blackmur e subì l'influenza di John Berryman.
Dopo il college, Merwin sposò Dorothy Jeanne Ferry e si trasferì a Maiorca come insegnante privato del figlio di Robert Graves. Qui incontrò Dido Milroy - che aveva quindici anni più di lui - con cui collaborò in una rappresentazione e poi sposò e con cui visse a Londra. Nel 1956, Merwin ritornò negli Stati Uniti, a Boston, per una borsa di studio al Poets' Theater. Tornò a Londra dove divenne amico di Sylvia Plath e di Ted Hughes. Nel 1968 andò ad abitare a New York City, separandosi dalla moglie che restò nella loro casa in Francia. Nel 1976 si trasferì alle Hawaii e divorziò da Dido Milroy nel 1982. Lì si era convertito al buddismo avendo come maestro Robert Baker Aitken che sull'isola di Maui aveva realizzato un Zen-dō, un luogo di meditazione buddista. Nel 1970 aveva conosciuto Paula Schwartz, che si occupava di libri per bambini, e nel 1983 la sposò con rito buddista. Non ebbero figli ma Paula ne aveva già due:
John Burnham Schwartz, romanziere, e Matt Schwartz.
Nel 1952 il suo primo libro di poesie, A Mask for Janus, venne pubblicato nella Yale Younger Poets Series. La scelta della sua opera fu di W. H. Auden. In seguito, nel 1971, Auden e Merwin si scambieranno parole dure nella pagine del The New York Review of Books . Merwin aveva pubblicato l'articolo On Being Awarded the Pulitzer Prize nel numero del 3 giugno 1971 del The New York Review of Books delineando le sue obiezioni alla guerra del Vietnam e affermando che stava donando il suo premio in denaro al movimento degli obiettori alla guerra, scelta che non piacque ad Auden.
Dal 1956 al 1957 Merwin fu anche drammaturgo presso il Poet's Theatre di Cambridge, nel Massachusetts, divenne redattore per la poesia al settimanale The Nation nel 1962. Oltre ad essere un prolifico poeta (ha pubblicato oltre quindici volumi delle sue opere), è anche un traduttore apprezzato di spagnolo, francese, latino e poesia italiana (tra cui il Purgatorio di Dante), così come poesia da sanscrito, yiddish, medio inglese, giapponese e lingua quechua. Ha lavorato anche come selezionatore di poesie del defunto poeta statunitense Craig Arnold (1967-2009).
Merwin è probabilmente più conosciuto per le sue poesie sulla guerra del Vietnam e può essere compreso tra i poeti dell'era Vietnam che include maestri come Robert Bly, Adrienne Rich, Denise Levertov, Robert Lowell, Allen Ginsberg e Yusef Komunyakaa. Nel 1998, Merwin scrisse Folding Cliffs: A Narrative, un ambizioso romanzo in versi sulle Hawaii nella storia e nella leggenda. I primi soggetti di Merwin erano spesso legati a temi mitologici o leggendari, mentre molte delle poesie raccontano anche di animali, trattati come emblemi alla maniera di William Blake. Il volume The Drunk in the Furnace (1960) ha segnato un cambiamento per Merwin, nel senso che ha iniziato a scrivere in un modo molto più autobiografico. La poesia del titolo riguarda Orfeo, visto come un vecchio ubriacone. "Where he gets his spirits / it's a mystery", scrive Merwin, "But the stuff keeps him musical". Un'altra potente poesia di questo periodo è Odysseus, che rielabora il tema tradizionale, in modo competitivo con le poesie di Stevens e Graves sullo stesso argomento.
Nel 1960, Merwin viveva in un piccolo appartamento a New York, nel Greenwich Village. Iniziò a sperimentare coraggiosamente con una metrica irregolare. Le sue poesie sono diventate molto meno ordinate e controllate. Ha giocato con le forme della narrazione indiretta tipica di questo periodo, una sperimentazione consapevole spiegata in un saggio intitolato On Form Open (1969). The Lice (1967) e The Carrier of Ladders (1970) rimangono i suoi più influenti volumi. Queste poesie spesso usano soggetti leggendari, come The Hydra o The Judgment of Paris (Il giudizio di Paride), per approfondire temi molto personali.
Negli ultimi volumi, come The Compass Flower (1977), Opening the Hand (1983) e The Rain in the Trees (1988), Merwin trasforma vecchi temi in nuovi modi, in qualcosa di simile allo Zen. Le sue ultime poesie sono densamente immaginifiche, oniriche e piene di apprezzamenti per il mondo naturale. Ha vissuto alle Hawaii dal 1970, e si vede l'influenza di questo paesaggio tropicale ovunque nelle poesie recenti, anche se il paesaggio resta emblematico e personale. Migration  (Copper Canyon Press, 2005) ha vinto il National Book Award for poetry del 2005. All'amico di lunga data, James Wright, un'elegia di Merwin compare nel volume del 2008 From the Other World: Poems in Memory of James Wright. Merwin visse serenamente in una ex piantagione di ananas di diciotto acri, in cima al vulcano spento Haleakala, sulla costa nord-est dell'isola di Maui.

## Premi
- 1952: Yale Series of Younger Poets Competition per A Mask for Janus[10]
- 1954: Kenyon Review Fellowship in Poetry[11]
- 1956: Rockefeller Fellowship[11]
- 1957: National Institute of Arts and Letters Grant[11]
- 1957: Playwrighting Bursary, Arts Council of Great Britain[11]
- 1961: Rabinowitz Foundation Grant[11]
- 1962: Bess Hokin Prize, Poetry magazine[11]
- 1964/1965: Ford Foundation Grant[11]
- 1966: Chapelbrook Foundation Fellowship[11]
- 1967: Harriet Monroe Memorial Prize, Poetry magazine[11]
- 1968: PEN Translation Prize per Selected Translations 1948-1968[12]
- 1969: Rockefeller Foundation Grant[11]
- 1971: Premio Pulitzer per la poesia con The Carrier of Ladders (pubblicato nel 1971)[12]
- 1973: Academy of American Poets Fellowship[11]
- 1974: Shelley Memorial Award[11]
- 1979: Bollingen Prize for Poetry, Yale University Library[11][13]
- 1987: Governor's Award for Literature of the state of Hawaii[12]
- 1990: Maurice English Poetry Award[14]
- 1993: The Tanning Prize for mastery in the art of poetry[12]
- 1993: Lenore Marshall Poetry Prize per Travels[12]
- 1994: Lila Wallace-Reader's Digest Writers' Award[12]
- 1999: Poetry Consultant to the Library of Congress, titolo condiviso con Rita Dove e Louise Glück[15]
- 2005: National Book Award for Poetry per Migration: New and Selected Poems[10][16]
- 2004: Golden Wreath Award dello Struga Poetry Evenings Festival in Macedonia[15]
- 2004: Lannan Lifetime Achievement Award[15]
- 2009: Premio Pulitzer per la poesia per The Shadow of Sirius (pubblicato nel 2008)[17]

### Altri riconoscimenti

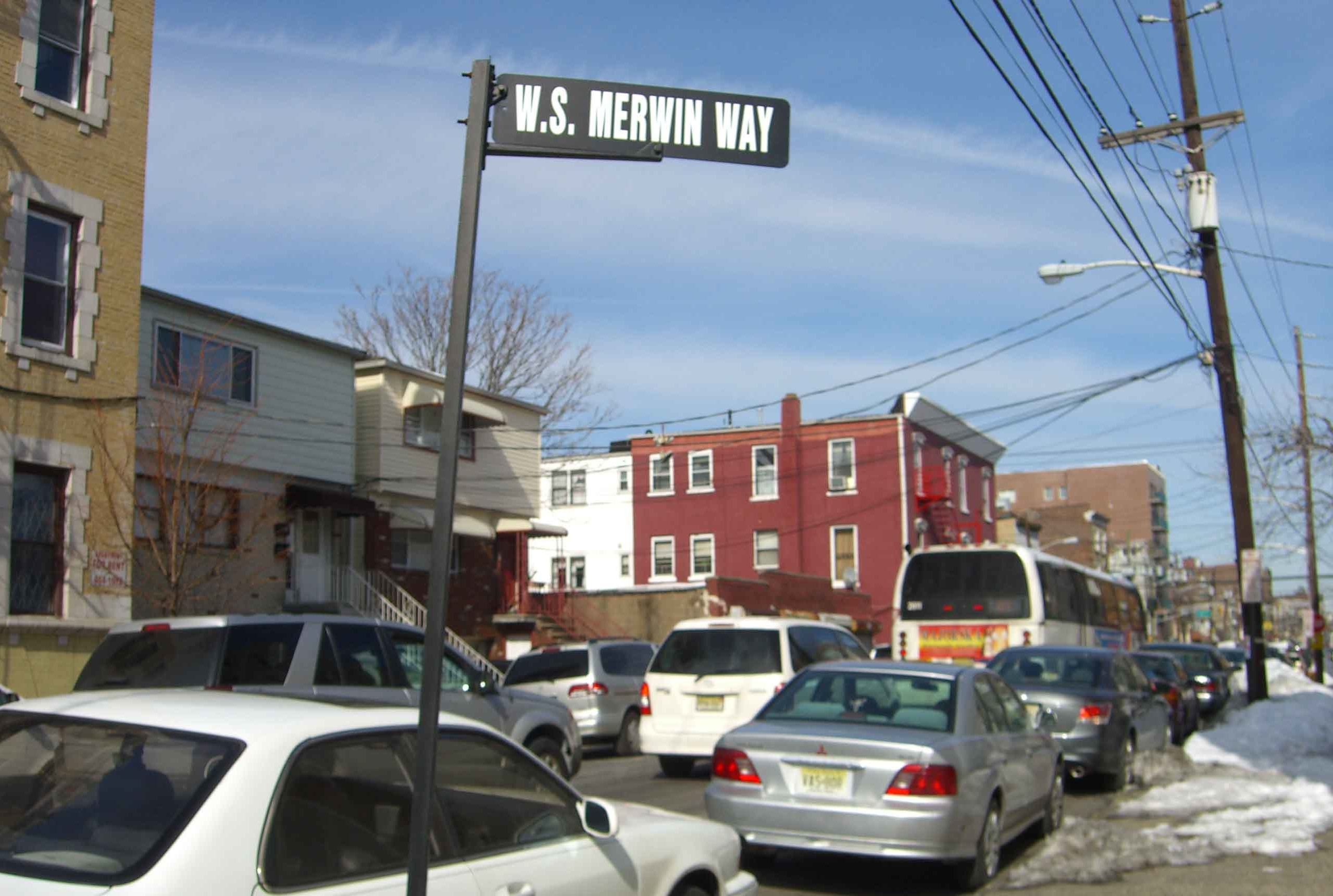
La strada di New York intitolata a Merwin

La sua città Union City (New Jersey) nel 2006, in suo onore, ha chiamato W. S. Merwin Way una strada vicino al luogo dove ha abitato.

## Opere
Poesia - raccolte
- 1952: A Mask for Janus, New Haven, Connecticut: Yale University Press; ha vinto la Yale Series of Younger Poets Competition nel 1952 (ristampato come parte di The First Four Books of Poems, 1975)[10]
- 1954: The Dancing Bears, New Haven, Connecticut: Yale University Press (ristampato come parte di The First Four Books of Poems, 1975)[10]
- 1956: Green with Beasts, New York: Knopf (ristampato come parte di The First Four Books of Poems, 1975)[10]
- 1960: The Drunk in the Furnace, New York: Macmillan (ristampato come parte di The First Four Books of Poems, 1975)[10]
- 1963: The Moving Target, New York: Atheneum[10]
- 1966: Collected Poems, New York: Atheneum[10]
- 1967: The Lice, New York: Atheneum
- 1969: Animae, San Francisco: Kayak[10]
- 1970: The Carrier of Ladders, New York: Atheneum;[10] ha vinto il Pulitzer Prize for Poetry nel 1971)
- 1970: Signs, con illustrazioni di A. D. Moore; Iowa City, Iowa: Stone Wall Press[10]
- 1973: Writings to an Unfinished Accompaniment, New York: Atheneum[10]
- 1975: The First Four Books of Poems, contiene A Mask for Janus, The Dancing Bears, Green with Beasts e The Drunk in the Furnace, New York: Atheneum; (ristampato nel 2000, Port Townsend, Washington: Copper Canyon Press)[10]
- 1977: The Compass Flower, New York: Atheneum[10]
- 1978: Feathers From the Hill, Iowa City, Iowa: Windhover[10]
- 1982: Finding the Islands, San Francisco: North Point Press[10]
- 1983: Opening the Hand, New York: Atheneum[10]
- 1988: The Rain in the Trees, New York: Knopf[10]
- 1988: Selected Poems, New York: Atheneum[10]
- 1993: The Second Four Books of Poems, Port Townsend, Washington: Copper Canyon Press
- 1993: Travels: Poems, New York: Knopf[10] vincitore nel 1993 del Lenore Marshall Poetry Prize[12]
- 1996: The Vixen: Poems, New York: Knopf[10]
- 1997: Flower and Hand: Poems, 1977-1983 Port Townsend, Washington: Copper Canyon Press[10]
- 1998: The Folding Cliffs: A Narrative, a "novel-in-verse" New York: Knopf[18]
- 1999: The River Sound: Poems, New York: Knopf[10]
- 2001: The Pupil, New York: Knopf[10]
- 2005: Migration: New and Selected Poems, ha vinto il National Book Award for Poetry nel 2005; Port Townsend, Washington: Copper Canyon Press[10]
- 2005: Present Company, Port Townsend, Washington: Copper Canyon Press[10]
- 2008: The Shadow of Sirius, (ha vinto il Pulitzer Prize for Poetry nel 2009; Port Townsend, Washington: Copper Canyon Press)[19]

Poesie
- Alba[20]

Prosa
- 1970: The Miner's Pale Children, New York: Atheneum (ristampato nel 1994, New York: Holt)[10]
- 1977: Houses and Travellers, New York: Atheneum (ristampato nel 1994, New York: Holt)[10]
- 1982: Unframed Originals: Recollections
- 1986: Regions of Memory : Uncollected Prose, 1949–1982[21]
- 1992: The Lost Uplands: Stories of Southwest France, New York: Knopf
- 2002: The Mays of Ventadorn, National Geographic Direction Series; Washington: National Geographic[10]
- 2004: The Ends of the Earth, essays, Washington: Shoemaker & Hoard[10]
- 2005: Summer Doorways: A Memoir, vincitore del National Book Award nel 2005
- 2007: The Book of Fables, Port Townsend, Washington: Copper Canyon Press

Recite
- 1956: Darkling Child (con Dido Milroy)[10]
- 1957: Favor Island, al Poets' Theatre di Cambridge, Massachusetts (diffuso nel 1958 dal Third Programme, British Broadcasting Corporation)[10]
- 1961: The Gilded West, al Belgrade Theatre, Coventry, Inghilterra[10]

Traduzioni
- 1959: The Poem of the Cid, London: Dent (American edition, 1962, New York: New American Library)[10]
- 1960: The Satires of Persius, Bloomington, Indiana: Indiana University Press[10]
- 1961: Some Spanish Ballads, London: Abelard (American edition: Spanish Ballads, 1961, New York: Doubleday Anchor)[10]
- 1962: The Life of Lazarillo de Tormes: His Fortunes and Adversities, romanzo spagnolo; New York: Doubleday Anchor[10]
- 1963: Chanson de Roland[12]
- 1969: Selected Translations, 1948 - 1968, New York: Atheneum;[10] vincitore del PEN Translation Prize[12]
- 1969: Twenty Love Poems and a Song of Despair, poesie di Pablo Neruda; London: Cape (ristampato nel 2004 con una introduzione di Christina Garcia, New York: Penguin Books)[10]
- 1969: Products of the Perfected Civilization, Selected Writings of Chamfort, New York: Macmillan
- 1969: Voices: Selected Writings of Antonio Porchia, Chicago: Follett (ristampato nel 1988 e 2003, Port Townsend, Washington: Copper Canyon Press)[10]
- 1969: Transparence of the World, poesie di Jean Follain, New York: Atheneum (ristampato nel 2003, Port Townsend, Washington: Copper Canyon Press)[10]
- 1971: Eight Quechua Poems, The Hudson Review[22]
- 1973: Asian Figures, New York: Atheneum
- 1974: Osip Mandelstam: Selected Poems (con Clarence Brown), New York: Oxford University Press (ristampato nel 2004 come The Selected Poems of Osip Mandelstam, New York: New York Review of Books)[10]
- 1977: Sanskrit Love Poetry (con J. Moussaieff Mason), New York: Columbia University Press (pubblicato nel 1981 come Peacock's Egg: Love Poems from Ancient India, San Francisco: North Point Press)[10]
- 1977: Vertical Poetry, poesie di Roberto Juarroz; San Francisco: Kayak (ristampato nel 1988; San Francisco: North Point Press)[10]
- 1978: Euripides' Iphigeneia at Aulis (con George E. Dimock, Jr.), New York: Oxford University Press[10]
- 1979: Selected Translations, 1968-1978, New York: Atheneum[10]
- 1981: Robert the Devil, opera anonima francese; con una introduzione del traduttore; Iowa City, Iowa: Windhover[10]
- 1985: Four French Plays, comprende Robert the Devil; The Rival of His Master e Turcaret di Alain-René Lesage; e The False Confessions di Pierre de Marivaux; New York: Atheneum
- 1985: From the Spanish Morning, sono Spanash Ballads di Lope de Rueda e Eufemia: The Life of Lazarillo de Torres (in origine tradotte in Tulane Drama Review, dicembre 1958); New York: Atheneum
- 1989: Sun at Midnight, poesie di Musō Soseki (con Soiku Shigematsu)[12]
- 1996: Pieces of Shadow: Selected Poems of Jaime Sabines
- 1998: East Window: The Asian Translations, poesie tradotte da raccolte precedenti, Port Townsend, Washington: Copper Canyon Press
- 2000: Purgatorio dalla Divina Commedia di Dante; New York: Knopf[10]
- 2005: Gawain and the Green Knight, a New Verse Translation, traduzione di Sir Gawain e il Cavaliere Verde, New York: Knopf[10]

Curatele
- 1961: West Wind: Supplement of American Poetry, London: Poetry Book Society[10]
- 1996: Lament for the Makers: A Memorial Anthology (compiler), Washington: Counterpoint[10]

## Archivio

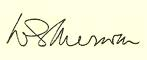
firma di W.S. Merwin

Manoscritti autografi di Merwin si trovano nella biblioteca Rare Book & Manuscript Library dell'Università dell'Illinois - Urbana-Champaign. La collezione, aperta agli studiosi, è composta da circa 5.500 pezzi d'archivio e 450 libri stampati.